# Hans Hendrik van Haersma
Hans Hendrik van Haersma (Leeuwarden, 20 februari 1707 (gedoopt) - Oenkerk, 17 maart 1757) was een Nederlands bestuurder.

## Biografie
Van Haersma was een zoon van mr. Hector Livius van Haersma (1673-1720), raadsheer aan het Hof van Friesland, en Titia van Bosman (1683-1734). Hans Hendrik was een telg uit de familie Van Haersma. Hij was onder meer secretaris van Provinciale Rekenkamer van Friesland en burgemeester van Leeuwarden voordat hij in 1744 benoemd werd tot grietman van Oostdongeradeel. Zijn grootvader, Cornelis van Bosman, was eerder fiscaal, secretaris en later ook ontvanger-generaal van deze grietenij. Ook was Van Haersma kapitein bij het lijfregiment Oranje-Friesland.
In 1734 kocht Van Haersma de Stania State te Oenkerk. Deze state liet hij in 1738 vernieuwen waarbij de tuin aangelegd door Johann Hermann Knoop, hovenier van Maria Louise van Hessen-Kassel.

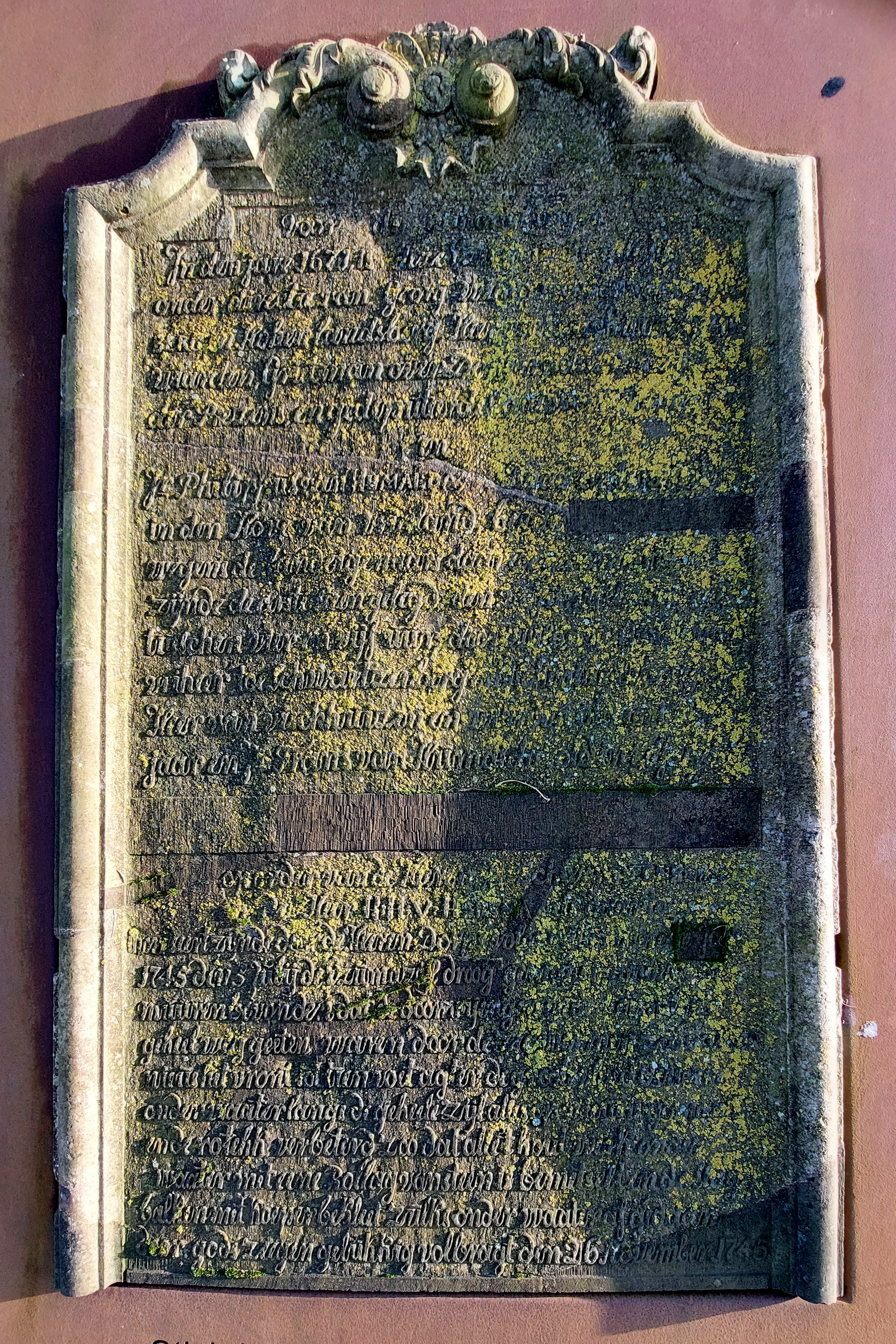
Herdenkingssteen voor het vernieuwen van de sluis van Ezumazijl in 1671 en 1745 die melding maakt van "H.H. v. Harsma".
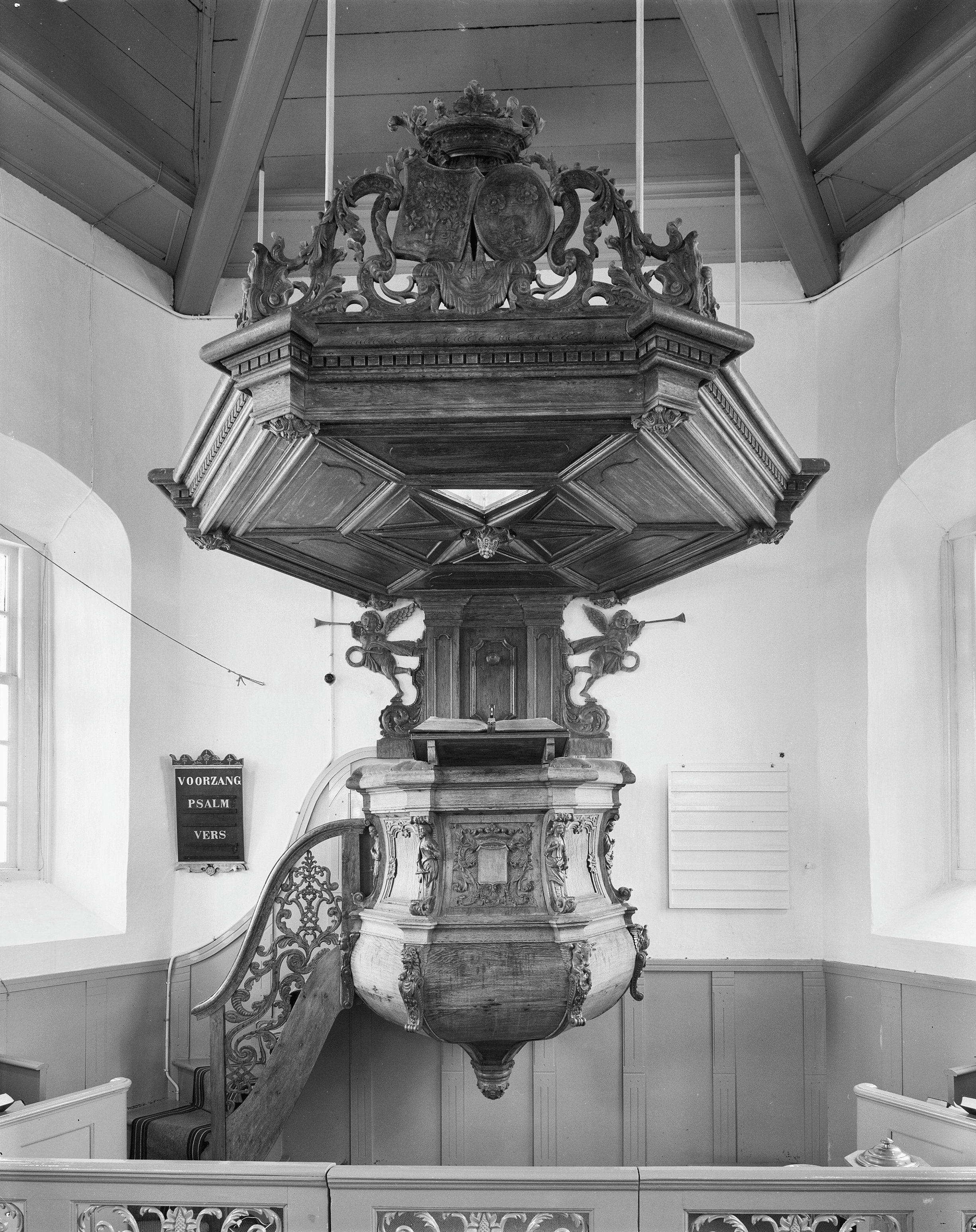
De preekstoel in de kerk van Engwierum met op het klankbord het alliantiewapen Van Haersma-Van Wyckel.

## Huwelijk en kinderen
Van Haersma trouwde in 1733 te Idaard met Anna Catharina van Scheltinga (1711-1741), dochter van Cornelis van Scheltinga en Houckje van Haersma. Dit echtpaar kreeg zes kinderen van wie een dochter de volwassen leeftijd zou bereiken:
- Houkjen van Haersma (1736-1782), trouwde met mr. Hans Hendrik van Wyckel (1728-1797), secretaris van Gedeputeerde Staten van Friesland.

Na het overlijden van Anna Catharina hertrouwde Hans Hendrik van Haersma in 1745 te Balk met Dodonea van Wyckel (1717-1761), dochter van Regnerus Annaeus Lycklama van Wyckel, grietman van Gaasterland, en Elisabeth van Bosman.